# Doundouni
Doundouni är en ort i Burkina Faso.   Den ligger i provinsen Bazega Province och regionen Centre-Sud, i den centrala delen av landet, 50 km sydväst om huvudstaden Ouagadougou. Doundouni ligger 311 meter över havet och antalet invånare är 4 988.
Terrängen runt Doundouni är platt. Närmaste större samhälle är Kokologho, 12,2 km norr om Doundouni.
Omgivningarna runt Doundouni är en mosaik av jordbruksmark och naturlig växtlighet. Runt Doundouni är det ganska tätbefolkat, med 54 invånare per kvadratkilometer.